# Sarcophaga optata
Sarcophaga optata är en tvåvingeart som först beskrevs av Zumpt 1972.  Sarcophaga optata ingår i släktet Sarcophaga och familjen köttflugor. Inga underarter finns listade i Catalogue of Life.